# Cytochrome c1
Le cytochrome c1 est l'une des protéines constituant la coenzyme Q-cytochrome c réductase, ou complexe III de la chaîne respiratoire. Il est synthétisé dans le cytosol mais est importé dans la membrane mitochondriale interne, où il est fonctionnel. Le complexe III est encodé par un gène du génome mitochondrial, MTCYTB (cytochrome b mitochondrial), et dix gènes nucléaires :
1. UQCRC1
2. UQCRC2
3. Cytochrome c1[2]
4. UQCRFS1, ou Protéine de Rieske
5. UQCRB
6. UQCRQ, ou Protéine de 11 kDa
7. UQCRH, ou Protéine de Hinge du cytochrome c1
8. Préséquence de la protéine de Rieske
9. Protéine associée au cytochrome c1
10. UQCR, ou Protéine de Rieske associée.

Le complexe III est présent dans les mitochondries, chez les bactéries photosynthétiques, et chez d'autres procaryotes. Il a pour fonction première d'assurer le transfert d'électrons à haut potentiel entre une molécule d'ubiquinol QH2 et deux molécules de cytochrome c. Il assure également un rôle de pompe à protons en convertissant l'énergie libérée par le transfert d'électrons en gradient électrochimique à travers la membrane où il opère. Il participe ainsi à la génération du gradient de concentration de protons à travers cette membrane, gradient qui assure le couplage par chimiosmose entre la chaîne respiratoire et la phosphorylation de l'ADP en ATP dans le cadre du processus global appelé phosphorylation oxydative. Il est analogue au complexe de cytochromes b6f de la photosynthèse, présent dans la membrane des thylakoïdes des chloroplastes chez les plantes, ainsi que dans la membrane plasmique des cyanobactéries. Bien qu'ils soient structurés différemment, le cytochrome c1 joue, dans le complexe III, un rôle analogue à celui du cytochrome f dans le complexe b6f.